# Target Intelligence Committee
Das Target Intelligence Committee (TICOM) war eine von Amerikanern und Briten gebildete Organisation, die gegen Ende des Zweiten Weltkrieges nach deutschen Kryptoanalytikern und Schlüsselmaschinen suchte, wobei sie unter anderem mehrere Enigma-Maschinen sicherstellte und auch mindestens ein Exemplar des bis dahin noch geheimnisumwitterten Lorenz-Schlüssel-Zusatzes (SZ) entdeckte. Die Alliierten hatten zwar den SZ knacken können, bis dahin aber keinen einzigen gefunden.
Ziel des TICOM war es, möglichst alles über den Stand der deutschen Kryptologie zu erfahren. Das umfasste die Kenntnis aller deutschen kryptographischen Verfahren und der deutschen Methoden und Erfolge bei der Entzifferung alliierter Nachrichten.
Für TICOM waren unter anderem Paul K. Whitaker, Selmer S. Norland, Arthur Levenson und Howard Campaigne tätig, die deutsche Kryptoanalytiker wie Erich Hüttenhain und Wilhelm Tranow verhörten.

## Geschichte
TICOM wurde vom Direktor der Signal Intelligence Division in Europa, George A. Bicher, 1944 gegründet. George C. Marshall befahl General Dwight D. Eisenhower, TICOM höchste Priorität einzuräumen.
Nachdem zuerst TICOMs Einsatz planmäßig verlief, erschwerte das Chaos in Deutschland um 1945 die Suche nach deutschen Codeknackern. Darauf machten sich sechs Teams aus dem Sitz des TICOM in Bletchley Park im März 1945 auf, um bekannte oder neu entdeckte Ziele, die für die Fernmeldeaufklärung von Interesse waren, zu übernehmen. (Der in der Grafschaft Buckinghamshire gelegene Bletchley Park trug die offizielle Bezeichnung Government Code and Cipher School und später Government Communications Headquarters (GCHQ).) Eine Gruppe unter Major Paul E. Neff stieß in einem den Sowjets zugeteilten Gebiet auf eine Goldgrube: In einer Zentrale der deutschen Aufklärung in einer „Burg in Sachsen-Anhalt“ fand man russisches Code- und Chiffriermaterial. Nach Abklärung mit dem englischen Justizministerium wurde das Material samt den Deutschen auf Vorschlag von Colonel Bicher nach England eskortiert. Zwei Tage später übernahmen die Sowjets die Burg als zu ihrem Teil der Besatzungszone gehörig. 
Nach Analyse der deutschen Kryptologie konnte festgestellt werden, dass die Deutschen die wichtigsten britischen Verschlüsselungen nicht brechen konnten. Den Deutschen war auch die amerikanische Schlüsselmaschine SIGABA nie in die Hände gefallen.
Das TICOM war noch nach 1950 aktiv; nach Gründung der National Security Agency (NSA) gingen ab 1952 viele der vorhandenen Dokumente an diese über und blieben der Geheimhaltung unterworfen. Teile der Dokumente wurden 2011 von der NSA freigegeben und veröffentlicht.